# Amadou Thierno Diallo
Pour les articles homonymes, voir Diallo.
Amadou Thierno Diallo est un banquier et homme politique guinéen.

## Biographie
Amadou Thierno Diallo est titulaire d'un diplôme de fin d’études supérieures en mines de la faculté des mines et géologie de Boké, d’un master en économie minière de l’Université du Montana, aux Etats Unis, d’un MBA en finances et d’un Master relations publiques et internationales tous deux obtenus à l’Université de Pittsburgh en Pennsylvanie.

## Parcours professionnel
Il est l'actuel directeur général par intérim des pratiques globales en même temps directeur du département des infrastructures économique et sociale de la Banque islamique de développement (BID) à Djeddah, en Arabie saoudite.
Entre 2001 et 2011, il a travaillé à la Banque africaine de développement (BAD) et deviendra dans cette institution le représentant résident au Mali et chef de file des partenaires techniques et financiers.

## Ministre
Il était le Ministre de la Coopération et de l'Intégration africaine, nommée par décret présidentiel le 19 mars 2021 jusqu'à la chute d'Alpha Condé le 5 septembre 2021.

## Prix et reconnaissances
- Officier de l’Ordre de Mérite du Mali.